# Библиометрия
Библиоме́трия — применение математических и статистических методов к изучению книг, периодических изданий и прочих публикаций.

## История

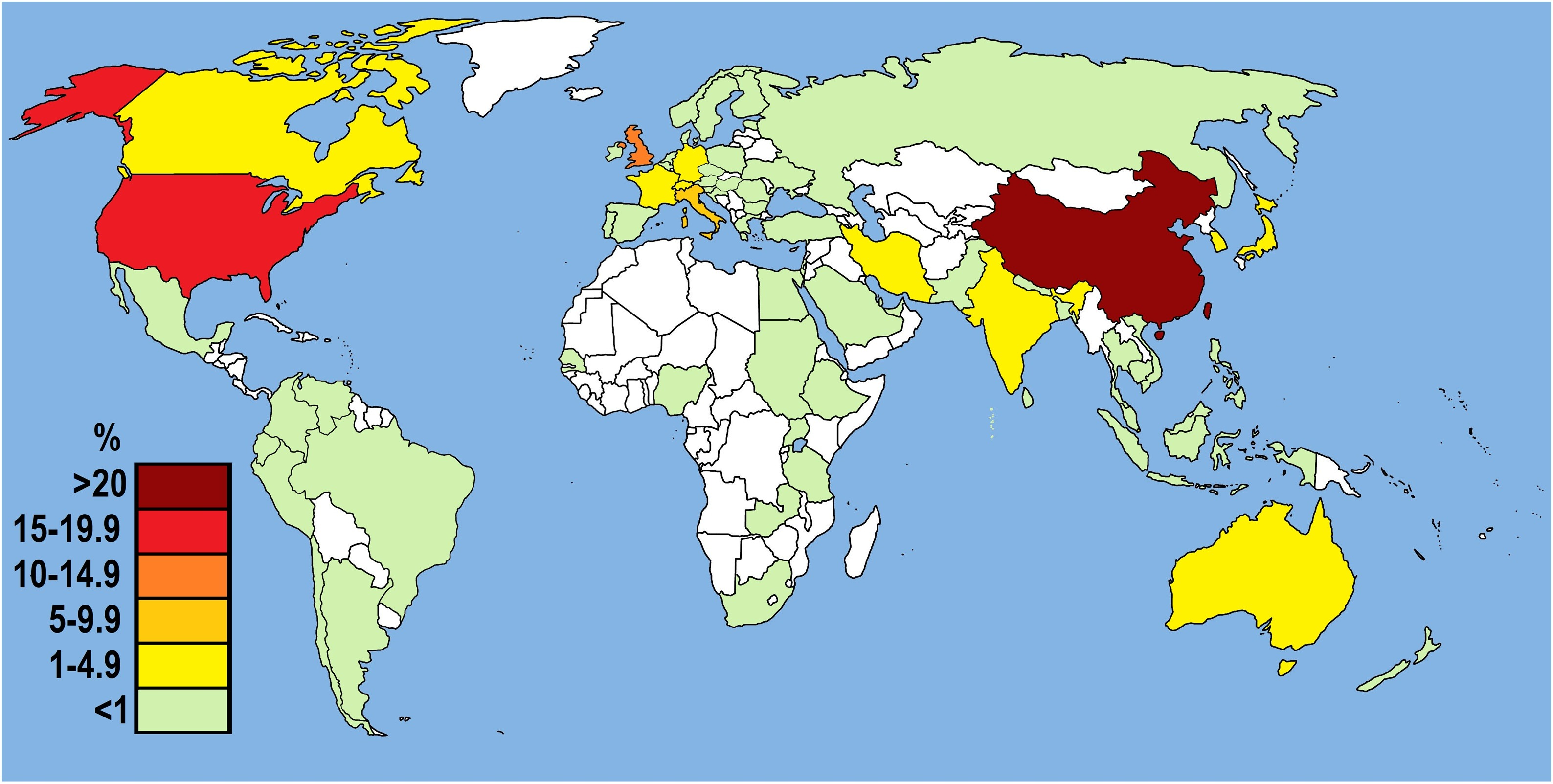
Распределение авторов научных статей по SARS-CoV-2 и COVID-19 в период с января по март 2020 года

Термин «библиометрия» впервые был использован Полем Отле в 1934 году и определялся как «измерение всех аспектов, связанных с публикацией и чтением книг и документов».
Англицизированная версия термина была впервые использована английским учёным Аланом Причардом в статье, опубликованной в 1969 году под названием «Статистическая Библиография или Библиометрия?» Он определил этот термин как «применение математических и статистических методов к книгам и другим средствам коммуникации». Начиная с этого момента стали использоваться не только статистические показатели, но и библиометрические.
Анализ цитирования имеет долгую историю, индекс научного цитирования начал публиковаться в 1961 году. Однако первоначально это делалось вручную, пока крупномасштабные электронные базы данных и связанные с ними компьютерные алгоритмы не смогли справиться с огромным количеством документов в большинстве библиометрических коллекций. Первый такой алгоритм для автоматизированного извлечения и индексирования цитат был разработан компанией CiteSeer в 1997 году.

## Описание
Подотрасль библиометрии, которая занимается анализом научных публикаций, называется наукометрией. Библиометрия наряду с наукометрией и вебометрикой является составляющей инфометрии.

## Использование
Исторически библиометрические методы использовались для отслеживания взаимосвязей между цитатами академических журналов. Анализ цитирования, который включает в себя изучение ссылочных документов на предмет, используется при поиске материалов и анализе их достоинств.
Данные индексов цитирования могут быть проанализированы для определения популярности и влияния конкретных статей, авторов и публикаций.
Библиометрия в настоящее время используется в количественных исследованиях по оценке академической продукции, что начинает угрожать практическим исследованиям. Так, правительство Великобритании рассматривает возможность использования библиометрии в качестве возможного вспомогательного инструмента в своей работе. Проект Research Excellence Framework — процесс, который оценивает качество исследовательской продукции университетов Великобритании и на основе результатов оценки выделят финансирование исследований.
Были написаны руководящие принципы по использованию библиометрии в академических исследованиях в таких дисциплинах, как менеджмент, образование и информатика.
PageRank от Google основан на принципе анализа цитируемости.